# Šidélko znamenané
Šidélko znamenané (Erythromma viridulum) je druh hmyzu z čeledi šidélkovití vyskytujícího se od severozápadní Afriky přes Evropu až po střední Asii. Dospělci létají od poloviny května až do začátku září.

## Popis

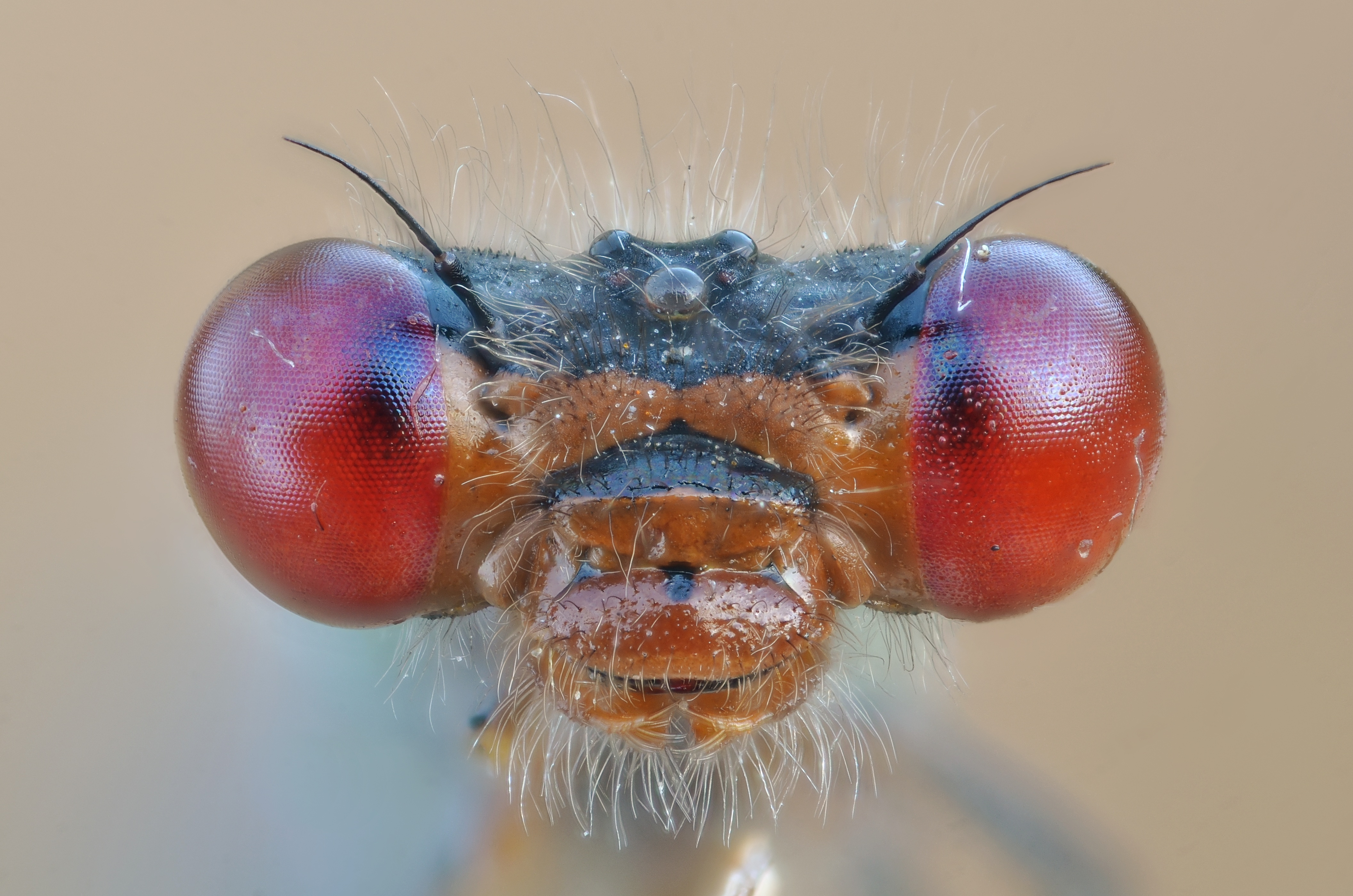
Červené oči samce šidélka znamenaného

Délka těla šidélka znamenaného se pohybuje v rozmezí 26–32 mm. Články zadečku jsou tmavé s výjimkou dvou posledních světle modrých článků, na posledním se nachází skvrna ve tvaru písmene „X“. Oči samců jsou výrazně červené, u samic jsou zelenohnědé. Celkové zbarvení samic bývá modročerné, může přecházet do zelena.

## Výskyt
Šidélko znamenané se vyskytuje od Maroka v severozápadní Africe přes Evropu (zde ale chybí v nejsevernějších částech a v horských oblastech) až po střední Asii. Preferuje stojaté vody, může se ale vyskytovat i u pomalu tekoucích vod nezalesněných biotopů. Preferuje vegetace s rostlinami z rodů růžkatec, leknín, stulík nebo vodní mor. V Česku se vyskytuje pouze ostrůvkovitě, především ve Vněkarpatských sníženinách a v Západopanonské pánvi, zcela chybí v pohraničních pohořích. V Česku se tedy řadí k téměř ohroženým druhům.

## Podobné druhy v ČR

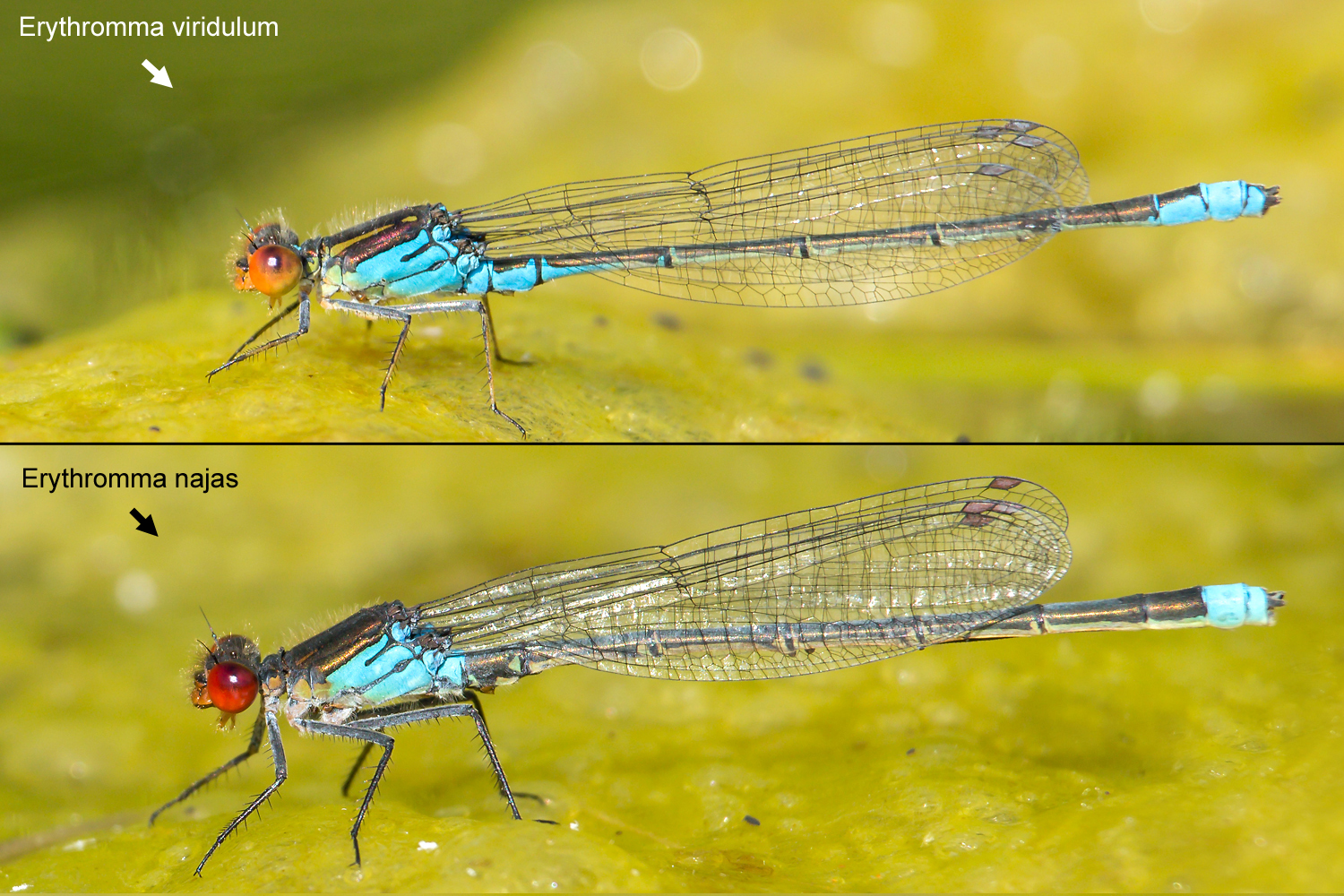
Rozdíl mezi E. viridulum a E. najas

- Šidélko rudoočko (Erythromma najas) – 10. článek zadečku samců je modrý bez skvrny ve tvaru písmene „X“.[6]